# Scorpaenopsis gibbosa
Scorpaenopsis gibbosa és una espècie de peix pertanyent a la família dels escorpènids.

## Descripció
- Fa 21 cm de llargària màxima (normalment, en fa 20).[5][6][7]

## Hàbitat
És un peix marí, associat als esculls de corall i de clima tropical.

## Distribució geogràfica
Es troba des de Kenya i Moçambic fins a algunes illes de l'Índic occidental.

## Costums
En general, es troba immòbil en el fons i camuflat entre roques i coralls.

## Ús comercial
És venut fresc i en petites quantitats als mercats locals.

## Observacions
A diferència de la majoria dels escorpènids, la picada produïda per les espines dorsals d'aquesta espècie és dolorosa per als humans però no planteja cap mena de perill real per a la víctima.